# Massimo Borgobello
Massimo Borgobello (Sacile, 17 maggio 1971) è un ex calciatore italiano, di ruolo attaccante.
Con 79 reti all'attivo è il bomber più prolifico della Ternana dal secondo dopoguerra ad oggi.

## Caratteristiche tecniche
Classica punta d'area di rigore, forte fisicamente, dotato di una buona elevazione e fiuto del gol.

## Carriera

### Giocatore
Ha iniziato la carriera cambiando diverse squadre, militando tra i dilettanti con Conegliano e Caerano, in Serie C2 con Giorgione e Novara e in Serie C1 con Ischia e Brescello, con una breve apparizione in B nel Chievo durante il campionato 1996-1997 con cui scende in campo in 2 occasioni.
Voluto in rossoverde dal tecnico Luigi Delneri, l'attaccante ha contribuito con i suoi 11 gol al ritorno della squadra umbra tra i cadetti nel torneo di Serie C1 1997-1998,  Nella 1998-1999 realizza 15 gol, tra cui una doppietta nell'ultima giornata di campionato contro la Fidelis Andria con cui salva le Fere dalla retrocessione e condanna i pugliesi alla Serie C. Da segnalare come la sua permanenza nella formazione rossoverde sia stata intervallata da una breve esperienza in Serie A con la maglia del Venezia dove il giocatore ha potuto esordire il 12 settembre 1999 nella partita Torino-Venezia (2-1). Proprio con i veneti riesce a disputare le sue uniche 6 gare nella massima serie (senza reti all'attivo).
Torna in rossoverde nel gennaio del 2000 e ritorna subito alle reti, in metà stagione realizza 6 reti in 14 giornate.
La stagione successiva sempre nella Ternana ha formato coppia prima con Corrado Grabbi e Fabrizio Miccoli e nella stagione 2000-2001 con 10 reti in 34 gare, sfiora la promozione in Serie A con le Fere. 
La stagione successiva inizia male per il calciatore che si infortuna gravemente al menisco e dovrà saltare i primi mesi della stagione ma al ritorno realizzerà 2 reti in 14 gare (di cui solo 7 da titolare), nonostante questo la squadra rossoverde sarà retrocessa per poi essere successivamente ripescata.
La stagione 2002-2003 si rivela la più prolifica e mette a segno 18 reti e la Ternana arriverà al settimo posto a solo sei punti dalla Serie A.
L'anno successivo forma un prolifico tridente con Riccardo Zampagna e Mario Frick, portando le Fere a sfiorare la promozione in Serie A; in questa stagione realizza 11 reti in 34 presenze.
Nella stagione 2004-2005 continua a giocare tra i cadetti ma cambia maglia due volte: passa prima alla Salernitana, e dopo sei mesi torna al Venezia. Passa poi va alla Triestina dove sigla 6 reti. Nel 2006-2007 gioca con il Monza e arriva a disputare i play-off, in cui sigla 2 reti. L'anno successivo viene ingaggiato dalla Cisco Roma in Serie C2 nella quale ha come compagno di squadra Paolo Di Canio.
Nella stagione 2008-2009 passa alla Viterbese in Serie D, dove forma coppia con Alessandro Ambrosi. A causa di un infortunio, abbandona l'attività agonistica dopo alcune partite (e nessuna rete), perciò gli viene affidato l'incarico di allenatore del settore giovanile della squadra laziale.

### Dopo il ritiro
Dalla stagione 2010-2011 diventa allenatore della squadra Giovanissimi del Palermo. Nella prima stagione i giovani rosanero vengono eliminata ai quarti dal Milan, mentre riusciranno a vincere il campionato 2011-2012 battendo in finale i pari età della Lazio per 3-2.
Dal 2018 intraprende la professione di procuratore sportivo.

## Statistiche

### Presenze e reti nei club
| Stagione          | Squadra           | Campionato        | Campionato | Campionato | Coppe nazionali | Coppe nazionali | Coppe nazionali | Coppe continentali | Coppe continentali | Coppe continentali | Altre coppe | Altre coppe | Altre coppe | Totale | Totale |
| Stagione          | Squadra           | Comp              | Pres       | Reti       | Comp            | Pres            | Reti            | Comp               | Pres               | Reti               | Comp        | Pres        | Reti        | Pres   | Reti   |
| ----------------- | ----------------- | ----------------- | ---------- | ---------- | --------------- | --------------- | --------------- | ------------------ | ------------------ | ------------------ | ----------- | ----------- | ----------- | ------ | ------ |
| 1988-1989         | Conegliano        | Int.              | 2          | 0          | -               | -               | -               | -                  | -                  | -                  | -           | -           | -           | 5      | 1      |
| 1989-1990         | Conegliano        | Int.              | 27         | 6          | -               | -               | -               | -                  | -                  | -                  | -           | -           | -           | 3      | 0      |
| 1990-1991         | Conegliano        | Int.              | 26         | 12         | -               | -               | -               | -                  | -                  | -                  | -           | -           | -           | 1      | 0      |
| Totale Conegliano | Totale Conegliano | Totale Conegliano | 55         | 18         |                 | -               | -               |                    | -                  | -                  |             | -           | -           | 102    | 27     |
| 1991-1992         | Caerano           | Int.              | 30         | 7          | -               | -               | -               | -                  | -                  | -                  | -           | -           | -           | 30     | 7      |
| 1992-1993         | Caerano           | CND               | 33         | 12         | CI-Dil.         | ?               | ?               | -                  | -                  | -                  | -           | -           | -           | 33+    | 12+    |
| Totale Caerano    | Totale Caerano    | Totale Caerano    | 43         | 19         |                 | ?               | ?               |                    | -                  | -                  |             | -           | -           | 102+   | 27+    |
| 1993-1994         | Giorgione         | C2                | 33         | 14         | CI-C            | 2               | 0               | -                  | -                  | -                  | -           | -           | -           | 35     | 14     |
| 1994-1995         | Novara            | C2                | 26         | 11         | CI-C            | 3               | 1               |                    | -                  | -                  |             | -           | -           | 29     | 12     |
| 1995-1996         | Novara            | C2                | 27         | 8          | CI-C            | 6               | 4               |                    | -                  | -                  |             | -           | -           | 33     | 12     |
| Totale Novara     | Totale Novara     | Totale Novara     | 53         | 19         |                 | 9               | 5               |                    | -                  | -                  |             | -           | -           | 62     | 24     |
| lug.-nov. 1996    | Chievo            | B                 | 2          | 0          | CI              | 2               | 0               | -                  | -                  | -                  | -           | -           | -           | 4      | 0      |
| nov. 1996-1997    | Ischia Isolaverde | C1                | 23         | 4          | CI+CI-C         | -               | -               | -                  | -                  | -                  | -           | -           | -           | 23     | 4      |
| lug.-ott. 1997    | Brescello         | C1                | 7          | 1          | CI+CI-C         | 4+-             | 2+-             | -                  | -                  | -                  | -           | -           | -           | 10     | 3      |
| ott. 1997-1998    | Ternana           | C1                | 25+3       | 11+1       | CI-C            | 2               | 0               | -                  | -                  | -                  | -           | -           | -           | 30     | 12     |
| 1998-1999         | Ternana           | B                 | 31         | 15         | CI              | 2               | 0               | -                  | -                  | -                  | -           | -           | -           | 33     | 16     |
| 1999-gen. 2000    | Venezia           | A                 | 6          | 0          | CI              | 3               | 2               | -                  | -                  | -                  | -           | -           | -           | 9      | 2      |
| gen.-giu. 2000    | Ternana           | B                 | 14         | 6          | CI              | -               | -               | -                  | -                  | -                  | -           | -           | -           | 14     | 6      |
| 2000-2001         | Ternana           | B                 | 34         | 10         | CI              | 3               | 0               | -                  | -                  | -                  | -           | -           | -           | 37     | 10     |
| 2001-2002         | Ternana           | B                 | 14         | 2          | CI              | 4               | 3               | -                  | -                  | -                  | -           | -           | -           | 19     | 5      |
| 2002-2003         | Ternana           | B                 | 37         | 18         | CI              | 3               | 1               | -                  | -                  | -                  | -           | -           | -           | 32     | 6      |
| 2003-2004         | Ternana           | B                 | 34         | 11         | CI              | 1               | 0               | -                  | -                  | -                  | -           | -           | -           | 37     | 9      |
| Totale Ternana    | Totale Ternana    | Totale Ternana    | 192        | 74         |                 | 15              | 4               |                    | -                  | -                  |             | -           | -           | 206    | 79     |
| 2004-gen. 2005    | Salernitana       | B                 | 8          | 1          | CI              | 3               | 0               | -                  | -                  | -                  | -           | -           | -           | 11     | 1      |
| gen.-giu. 2005    | Venezia           | B                 | 9          | 2          | CI              | -               | -               | -                  | -                  | -                  | -           | -           | -           | 9      | 2      |
| Totale Venezia    | Totale Venezia    | Totale Venezia    | 14         | 2          |                 | 3               | 2               |                    | -                  | -                  |             | -           | -           | 17     | 4      |
| gen.-giu. 2006    | Triestina         | B                 | 16         | 5          | CI              | -               | -               | -                  | -                  | -                  | -           | -           | -           | 16     | 5      |
| 2006-2007         | Monza             | C1                | 18         | 2          | CI+CI-C         | 0+1             | 0+1             | -                  | -                  | -                  | -           | -           | -           | 19     | 3      |
| 2007-2008         | Cisco Roma        | C2                | 14         | 2          | CI-C            | 5               | 2               | -                  | -                  | -                  | -           | -           | -           | 19     | 4      |
| 2008-2009         | Viterbese         | D                 | 8          | 0          | CI-D            | 2               | 3               | -                  | -                  | -                  | -           | -           | -           | 10     | 3      |
| Totale carriera   | Totale carriera   | Totale carriera   | 484        | 161        |                 | 47+             | 19+             |                    |                    |                    |             |             |             | 531+   | 180+   |

## Palmarès

### Giocatore
- Campionato italiano Serie C2: 1

Novara: 1995-1996 (girone A)

### Allenatore
- Campionato Giovanissimi Nazionali: 1

Palermo: 2011-2012